# Кордоба, Хосе
Хосе́ А́нхель Ко́рдоба Че́мберс (исп. José Ángel Córdoba Chambers; род. 6 марта 2001, Панама) — панамский футболист, защитник клуба «Норвич Сити» и сборной Панамы.

## Карьера
Играл на молодёжном уровне за «Индепендьенте» из Панамы. В 2020 году перешёл в молодёжку «Сельты».

### «Этыр»
В январе 2021 года заключил контракт с клубом «Этыр» из Велико-Тырново. Дебютировал в болгарской Премьер-Лиге весной 2021 года в матче с «ЦСКА 1948». В Кубке Болгарии сыграл в матче 1/8 финала против клуба «Арда». Летом 2021 года «Этыр» вылетел во Вторую Лигу.

### «Левски»
Отправлялся в аренду в «Левски» в 2021 году. Дебютировал за клуб в Премьер-Лиге в матче с «ЦСКА» (София). В Кубке Болгарии сыграл в матче с «Септевмври Симитли».